# Gravkapel
Gravkapel er en afsondret del af en kirkebygning, som i ældre tid blev brugt til hensættelse af sarkofager, en begravelsesplads for især en fyrste- eller adelsslægt.